# Эдель, Анастасия
Анастасия Эдель (Anastasia Edel; род. 1972, СССР) — американская писательница российского происхождения и социальный историк, специалист по России, является штатным художественным критиком Piedmont Post. Преподает русскую политику и культуру в Калифорнийском университете в Беркли.
Лауреат Chevening Award.
Выросла на юге России, ее мать работала в Институте культуры в Краснодаре.
По образованию лингвист (получила диплом в 1993, окончила Кубанский государственный университет по специальности «Английский и германистика»), также получила степени MBA в Англии (благодаря Британскому совету, по стипендии Чивнинга) и магистра в США, где училась на беллетриста в Pacific University по MFA-программе (получила MFA in Writing в 2014). Первоначально работала переводчиком художественной литературы (высказывалась, что у нее «всегда был роман с английским языком»), затем устроилась в британскую компанию. В Англии, куда переехала в 1995, познакомилась со своим будущим мужем — русским американцем, жившим в Бостоне, — куда переедет и они проведут там восемь лет, прежде чем перебраться (в 2003) в район залива Сан-Франциско. Основной докладчик REECAS NW 2019.
Автор книги «Россия: игровая площадка Путина» (Russia: Putin’s Playground: Empire, Revolution, and the New Tsar) (Callisto Media, 2016) — «краткого путеводителя по российской истории, политике и культуре». Публиковалась в New York Times, New York Review of Books, The Los Angeles Times, Foreign Policy, Project Syndicate, World Literature Today, The Atlantic, Quartz. Работает над книгой The Gone Empire. Публиковала короткие рассказы, а также написала роман Past Perfect («о неразберихе, желаниях и поиске смысла людьми»).
Супруг из семьи бывших диссидентов, которых приютила Америка, по образованию историк.
Упоминала, что отец и дедушка ее мужа работали в сатирическом журнале «Крокодил», а сам супруг вырос в писательском кооперативе в Москве, где соседями были Владимир Войнович, Белла Ахмадулина, Василий Аксенов. Две дочери, родились в Америке.